# Progress (rumfartøj)
 For alternative betydninger, se Progress. (Se også artikler, som begynder med Progress)
Progress ((russisk): Прогресс for 'fremskridt') er et ubemandet rumfartøj udviklet af Sovjetunionen i 1978 med henblik på at bringe forsyninger til Saljut 6-rumstationen. Progress bygger på det bemandede Sojuz-rumfartøj fra 1967. Progress medfører ilt, mad, vand, post og nye instrumenter. Progress kan også optanke rumstationen med raketbrændstof og bruge sin raketmotor til at løfte rumstationen. Progress bruges af kosmonauterne som skraldespand og bringes til at brænde op i atmosfæren.
12 Progress-fartøjer leverede forsyninger til Saljut 6, 13 Progress-fartøjer besøgte Saljut 7 og 64 Progress-fartøjer servicerede Mir.
Efter Sovjetunionens sammenbrud oprettedes det russiske Roskosmos (RKA) i 1992 der bl.a. overtog Progress.
Siden 2003 har Progress også leveret forsyninger til Den Internationale Rumstation og har forsat planlagte missioner til rumstationen.
De tidlige udgaver fra 1978 er siden hen blevet udviklet til Progress M og den nyeste version kaldes Progress M-1. M står ikke for Mir men for Modificirovannij der betyder modificeret.
Grundet Columbias forlis kom Progress-fartøjerne til at stå for mesteparten af forsyningerne til ISS fra februar 2003 til juli 2006, hvor rumfærgerne blev erklæret helt flyvedygtige. Roskosmos var gået over til de nye Progress M-1 men måtte gå tilbage til de gamle Progress M for at kunne opsende fire Progress-fartøjer om året. NASA benævner Progress-fartøjerne med fortløbende numre samt et 'P' for at undgå forvirringen med nye og gamle versioner. ISS' første Progress (Progress M1-3 fra august 2000) hed derfor Progress 1P og den nyeste Progress til ISS (Progress M-65 fra september 2008) hedder Progress 30P.
Den 8. april 1997 kolliderede Progress M-34 med Mir og punkterede Spektr-modulet. Progress er udstyret med et automatisk radarstyret anflyvningssystem, der brænder op sammen med Progress-fartøjet. For at spare penge forsøgte man at lade Mir-besætningen fjernstyre Progress-fartøjet og grundet dårlige udsigtsforhold skete d. 4. marts 1997 en nær-kollision med Progress M-33.

## Progress M-01M (31P)
Progress M-01M er den sidste nye udgave af Progress-fartøjet, der er 75 kg lettere end Progress M-udgaven. Den har et mere kompakt telemetriradioudstyr og en ny autopilot.